# 어별성교
어별성교(魚鱉成橋)는 고구려의 시조 동명성왕 주몽의 신화에서 물고기와 자라들이 주몽이 건널 수 있게 만든 다리를 말한다.

## 개요
주몽신화에 따르면, 고주몽은 천신(天神)의 아들 해모수와 압록강의 신 하백의 딸 유화 사이에서 태어났다한다. 딸 유화가 아버지 하백의 허락 없이 해모수와 교제한 것을 알고 격분한 하백에게 쫓겨나 갈 곳이 없어진 유화를 동부여의 왕 금와가 보호하고 있을 때, 해모수가 햇빛이 되어 나타나 유화를 임신시킨다. 산일이 되자, 유화부인이 낳은 것은 사람이 아니고 거대한 알임에, 이를 괴이하게 여긴 금와왕은 당장 그 알을 산에 갖다 버리게 하였으나, 버릴 때마다 산 짐승들이나 새들이 그 알을 잘 보호해서 다시 궁궐로 가져 오매, 금와왕은 그 알에 신성한 뜻이 있는 것이라 생각하여 유화 부인에게 돌려주었는데, 그 알에서 태어난 것이 고주몽이다.
주몽은 장성하면서 그 인물이 너무 출중해져서, 대소 태자를 비롯한 금와왕의 아들들에게 시기를 받게 되고, 급기야 대소태자 형제들은 주몽을 죽일 음모를 꾸미게 된다. 그러나 주몽은 이를 먼저 알아차리고, 오이, 마리, 협부 (또는 “협보”) 세 사람의 심복을 데리고 동부여의 궁을 탈출한다. 이를 알아차린 대소태자 형제들은 즉시 군사를 이끌고 추격을 시작한다.
주몽, 오이, 마리, 협부 네 사람은 도망가던 중 앞에 큰 강을 만나 더 도망갈 수가 없게 되어, 대소태자의 추격군과의 거리는 시시각각으로 좁혀지게 된다. 이때, 주몽이 천신에게 자신이 천신의 손자임을 알리고 도움을 요청하는 기도를 올리자, 갑자기 강 위에 거대한 물고기와 자라 들이 떠올라서 다리를 만들어 주매 주몽과 세 명의 부하는 물고기와 자라 들의 등을 밟고 무사히 강을 건넜으나, 그들이 강을 건너자 물고기와 자라들은 모두 물속으로 들어가, 대소태자 일행은 더 이상 추격을 할 수 없었다.
역사는 주몽 일행은 물고기와 자라의 등을 밟고 강을 건넜고, 대소태자 일행은 그 물고기와 자라들이 다시 강으로 들어가서 강을 건널 수 없었다.

## 참고 자료
- 《동국이상국집》
- 《삼국사기》
- 《삼국유사》